# Garrapinillos
Garrapinillos es un barrio rural del municipio español de Zaragoza, en la comunidad autónoma de Aragón. Está regido por una junta vecinal. Se trata de un barrio residencial, en el que abundan las urbanizaciones y las fincas.

## Situación
Se encuentra a 25 km al oeste del centro de la capital, Zaragoza. Está a una altitud de 232 m s. n. m. Las localidades más cercanas son Casetas, Utebo y Monzalbarba.

## Acceso
El enlace principal con el centro de la ciudad se realiza por la N-125 (carretera del aeropuerto), tomando en el kilómetro 4 el desvío por el camino de Bárboles y a unos 3 km, en la rotonda, tomando la primera salida en dirección Carrera de la Herradura. Los amplios arcenes y el carril-bici en el último tramo hacen accesible el barrio tanto a pie como en bicicleta. Existe una línea de autobuses para el transporte público, gestionado por la empresa Samar Buil, que comunica Garrapinillos con el centro de Zaragoza.

## Junta Vecinal
Su alcalde es Mariano Blasco (2016), por el PSOE. En la actual etapa democrática fueron alcaldes del barrio Luis Bona, Antonio Becerril y Luis Miguel Roda.

## Población
En 2015 tenía 5393 habitantes (2785 varones y 2608 mujeres). La población de origen extranjero era del 9,8 %.

## Aeropuerto de Zaragoza
El aeropuerto de Zaragoza es un aeropuerto de uso mixto (civil y militar) y tiene la pista más larga de Europa, con cerca de 4 kilómetros.

### Historia
La construcción del aeródromo se inició en 1937, durante la guerra civil, ya que el aeródromo "El Palomar"  era insuficiente para las necesidades del momento. Así, en el margen derecho del Canal Imperial de Aragón se empezó a construir el Aeródromo Militar de Garrapinillos, con dos pistas bautizadas como Sanjurjo y Valenzuela. En 1940, tras la finalización del conflicto bélico, ambas pistas se destinaron a uso mixto, civil y militar. En 1947 se abrió la pista de Sanjurjo al uso comercial y civil, y empezó la construcción de la terminal inaugurada en 1950. En 2008, con motivo de la celebración de la Exposición Internacional del Agua fue sustituida por una más amplia.

### Base aérea

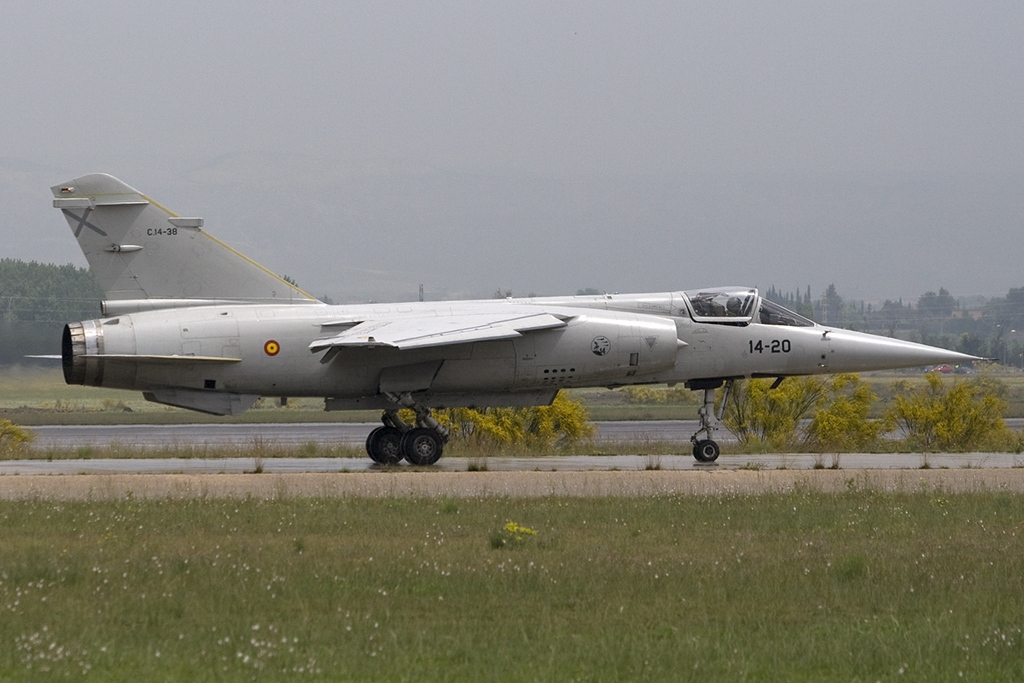
Mirage F1 en la Base Aérea de Zaragoza

El aeropuerto internacional de Zaragoza también incluye la base militar aérea, llamada Valenzuela. La base tiene una superficie de 23 km² y un perímetro de 36 km. En ella trabajan cerca de 2500 personas.
Este complejo es el resultado de la instalación durante décadas de una base aérea de los EE. UU. Fue utilizada por la Fuerza Aérea de los Estados Unidos (USAF) desde 1958 hasta 1994, siendo una de las tres bases aéreas de la USAF en España durante la Guerra Fría, junto a la de Torrejón y a la de Morón, en virtud de los Pactos de Madrid de 1953, firmados entre España y Estados Unidos durante la dictadura del general Franco.
Estados Unidos hasta 2011 tenía algunos edificios que eran utilizados como residencia cuando se realizaban los lanzamientos de los transbordadores espaciales de la NASA, ya que el aeropuerto de Zaragoza era una pista de aterrizaje de emergencias para el transbordador debido a su tamaño.

### Instalaciones
La terminal tiene 16 250 m², repartidos en dos plantas y un sótano de 7000 m² dedicado a almacenes y vestuarios. Las obras de la terminal ascendieron a 22,7 millones de euros.
Con seis puertas de embarque y 12 puestos de facturación, el edificio puede recibir hasta un millón de viajeros al año.
Cuenta con:

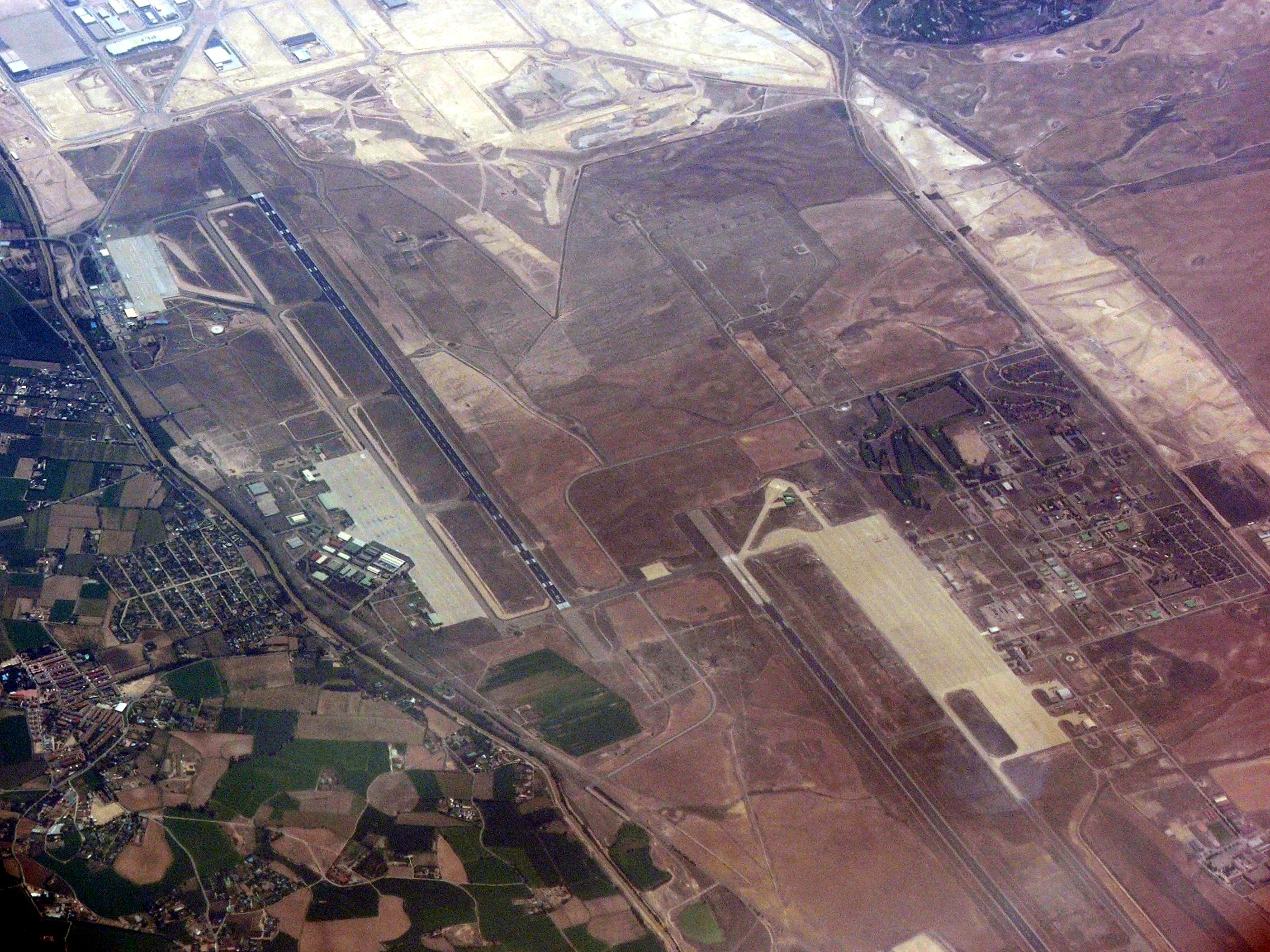
Instalaciones civiles y militares de aeropuerto. En la parte superior de la imagen instalaciones de PLA-ZA

- Dos pistas de aterrizaje paralelas de 3032 y 3718 metros.
- Una terminal de pasajeros.
  - Catorce mostradores de facturación más uno de equipajes especiales.
  - Seis puertas de embarque ampliables a ocho.
  - Zona comercial
- Un aparcamiento con capacidad para 1080 turismos.
- Una terminal de carga.

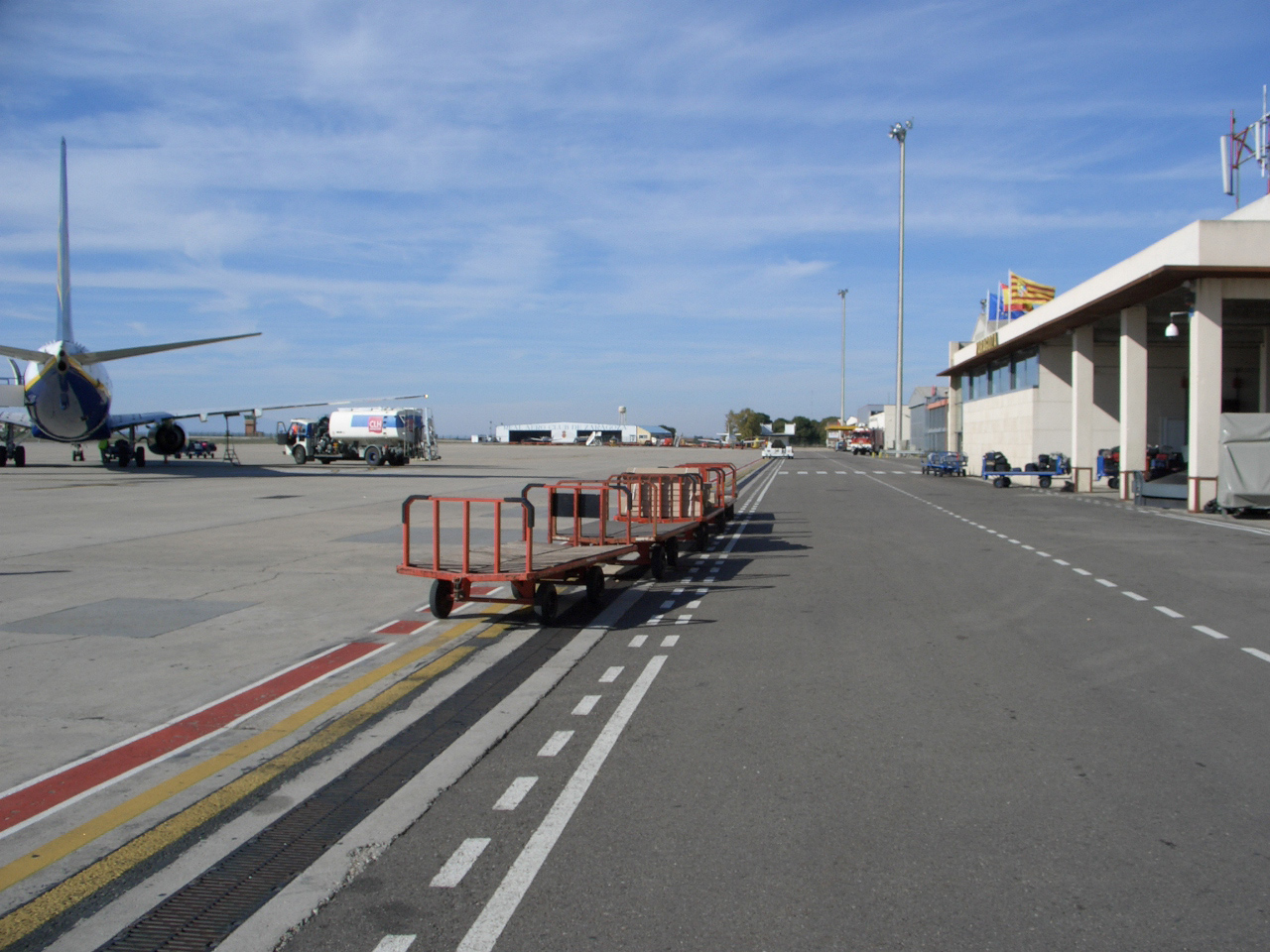
Pista
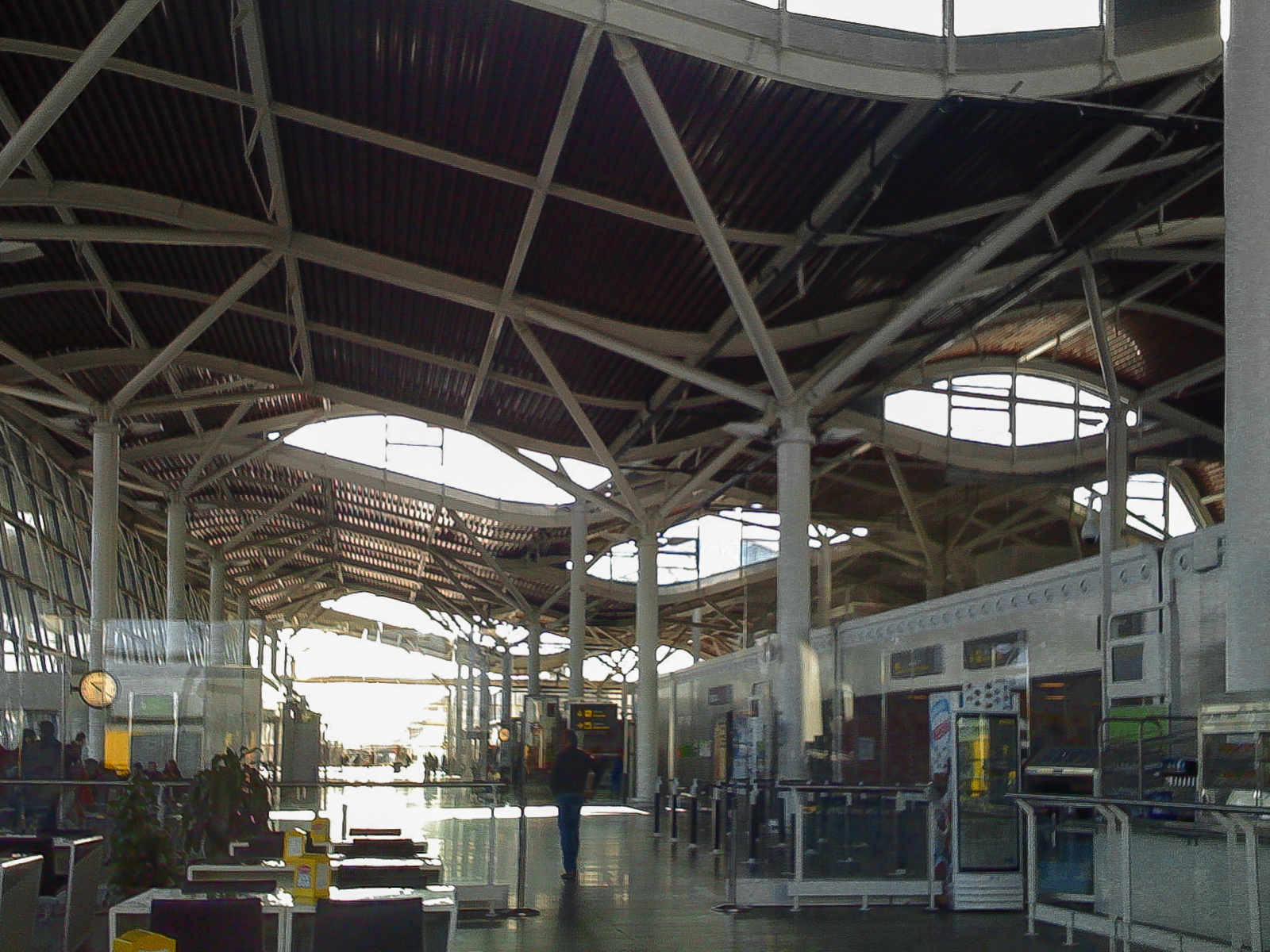
Terminal

## PLAZA
La Plataforma logística de Zaragoza (más conocida por el acrónimo PLA-ZA o PLAZA) es una espacio logístico de 1200 hectáreas y polígono industrial. Situada cerca del Aeropuerto de Zaragoza, el Canal Imperial de Aragón, líneas ferroviarias y la autovía A-2 (Madrid-Barcelona), es un intento de crear un área dedicada al transporte intermodal.
Es una iniciativa pública donde la Diputación General de Aragón tiene el 51,52%, el Ayuntamiento de Zaragoza el 12,12% y las dos cajas de ahorros aragonesas, Ibercaja y Caja Inmaculada un 18,18% cada una para potenciar la industria en la ciudad con miras a desarrollar el sector logístico.
Están implantadas las bases logísticas de Inditex, Eroski, Mercadona, Dell, Imaginarium, Decathlon, BSH, DHL y Pikolin.
Dispone de los hoteles: Hotel Eurostars Rey Fernando, Hotel Santos Diagonal Plaza y Tulip Inn Zaragoza Plaza Feria.

## Parque lineal de PLAZA
Es la mayor zona verde de Zaragoza superando la extensión del Parque Grande José Antonio Labordeta. Tiene 62 ha. Está situado entre la plataforma logística y el Canal Imperial de Aragón. Fue inaugurado en 2007. Tiene un gran lago con una extensión de 36 000 m².
|      |
| Lago |

|         |
| Zigurat |

|          |
| Obelisco |

## Iglesia
El templo parroquial de San Lorenzo mártir fue diseñado en 1874 por el arquitecto zaragozano Ricardo Magdalena Tabuenca. Se terminó en 1892. Fue su primera obra hecha por encargo del ayuntamiento de Zaragoza y la realizó como proyecto fin de carrera. Su estilo se sitúa dentro de las corrientes historicistas, de carácter neorrománico.
La iglesia está construida en ladrillo a cara vista con una nave de seis tramos, cubierta con bóveda de cañón con lunetos y arcos fajones que apean en gruesas columnas laterales, dentro de una estética de orientación románico-bizantina. A los pies y sobre el eje central se alza la torre de planta cuadrada rematada en un esbelto chapitel de ocho caras, rehabilitado en el año 2001 por los arquitectos Regino Borobio Navarro y Javier Borobio Sanchiz, quienes le devolvieron su flamante figura.

## Balsa de Larralde
Forma parte de un complejo lagunar situado en la cercanía de los núcleos urbanos de Casetas y de Garrapinillos. Su origen se debe a la disolución por las aguas de infiltración y freáticas de los sedimentos yesíferos del subsuelo, y el posterior colapso y hundimiento del terreno que los cubre. El techo acaba desplomándose, formando  dolinas. Cuando el nivel freático aumenta, aflora el agua. Se las llama popularmente «Ojos». Forman también parte de este conjunto las balsas llamadas Ojo del Cura y Ojo del Fraile.

## Fiestas
- 16 de julio, en honor a la Virgen del Carmen.
- 8 de septiembre, en honor a Nuestra Señora del Rosario (patrona del barrio).